# Maria De Vos
Maria Francisca Cecilia De Vos (1770 – 1848) was de toonaangevende eindverantwoordelijke bij de Katoendrukkerij Voortman van 1830 tot 1841. 

Katoendrukkerij Voortman werd opgericht door Abraham Voortman in associatie met Frans De Vos in 1790. In 1792 huwt Maria De Vos, de zus van Frans, met Abraham Voortman. Zij krijgen samen drie kinderen: Rosalie Jeanna (1792), François Jean (1793) en Jean Baptiste (1804). Na het overlijden van Abraham Voortman gaat het bestuur over op Guillaume Van Zantvoorde en Jean Baptiste Voortman. Beide beheerders worden vanaf 1833 bijgestaan door François (Frans) Voortman en vanaf 1837 door Victor Van Zantvoorde. Maria Fransisca behoudt echter nog steeds de uiteindelijke beslissingsmacht. Zij bepaalt de grote lijnen van de bedrijfspolitiek. Op 1 januari 1842, zes jaar voor haar overlijden, kiest Maria ervoor om niet langer actief betrokken te blijven bij de Katoendrukkerij. Jean-Baptiste Voortman en Guillaume Van Zantvoorde richten hierna een nieuwe firma op, onder gemeenschappelijke naam 'A. Voortman'. 

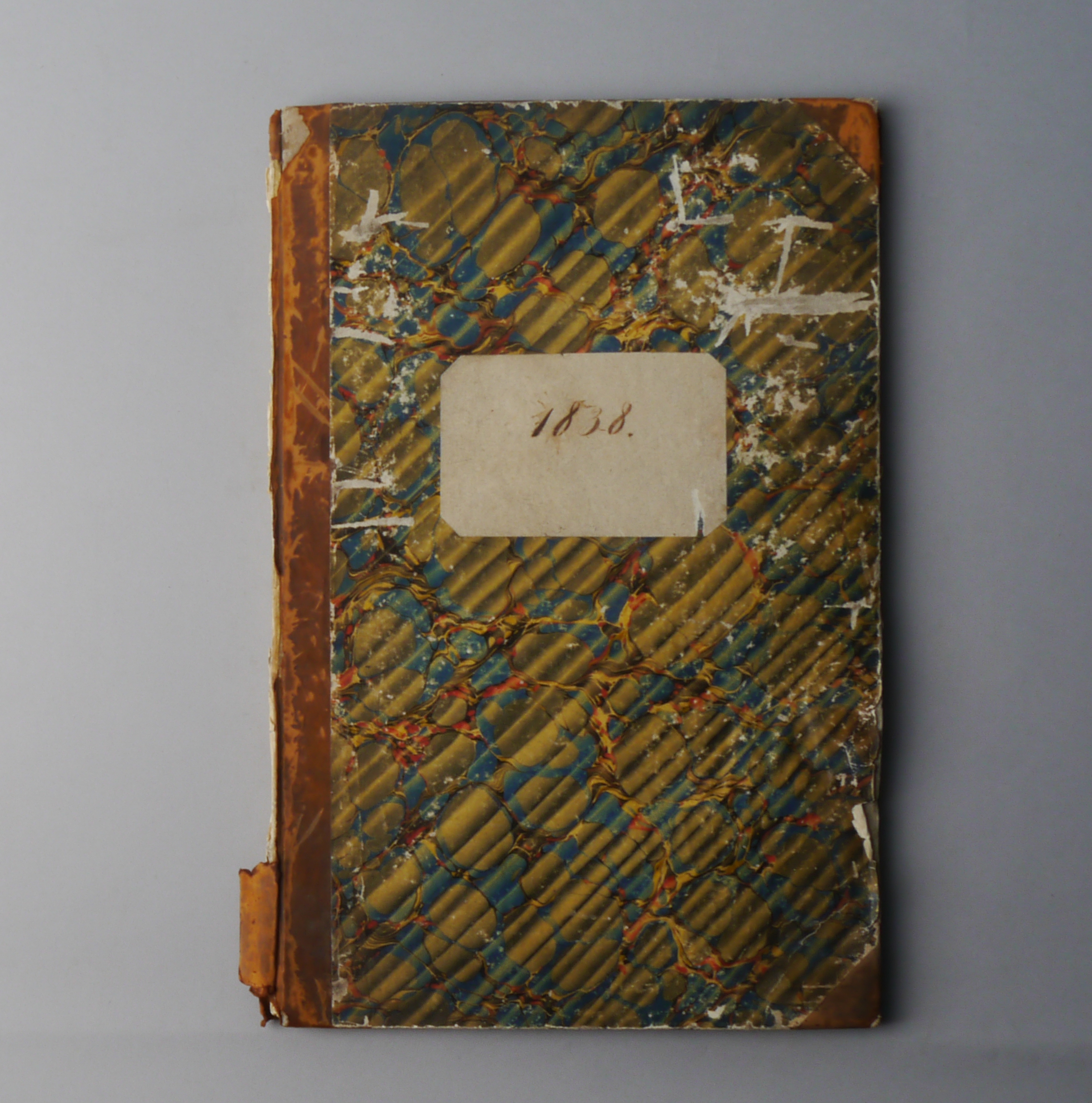
Staalboek met textielstalen van Voortman, 1838
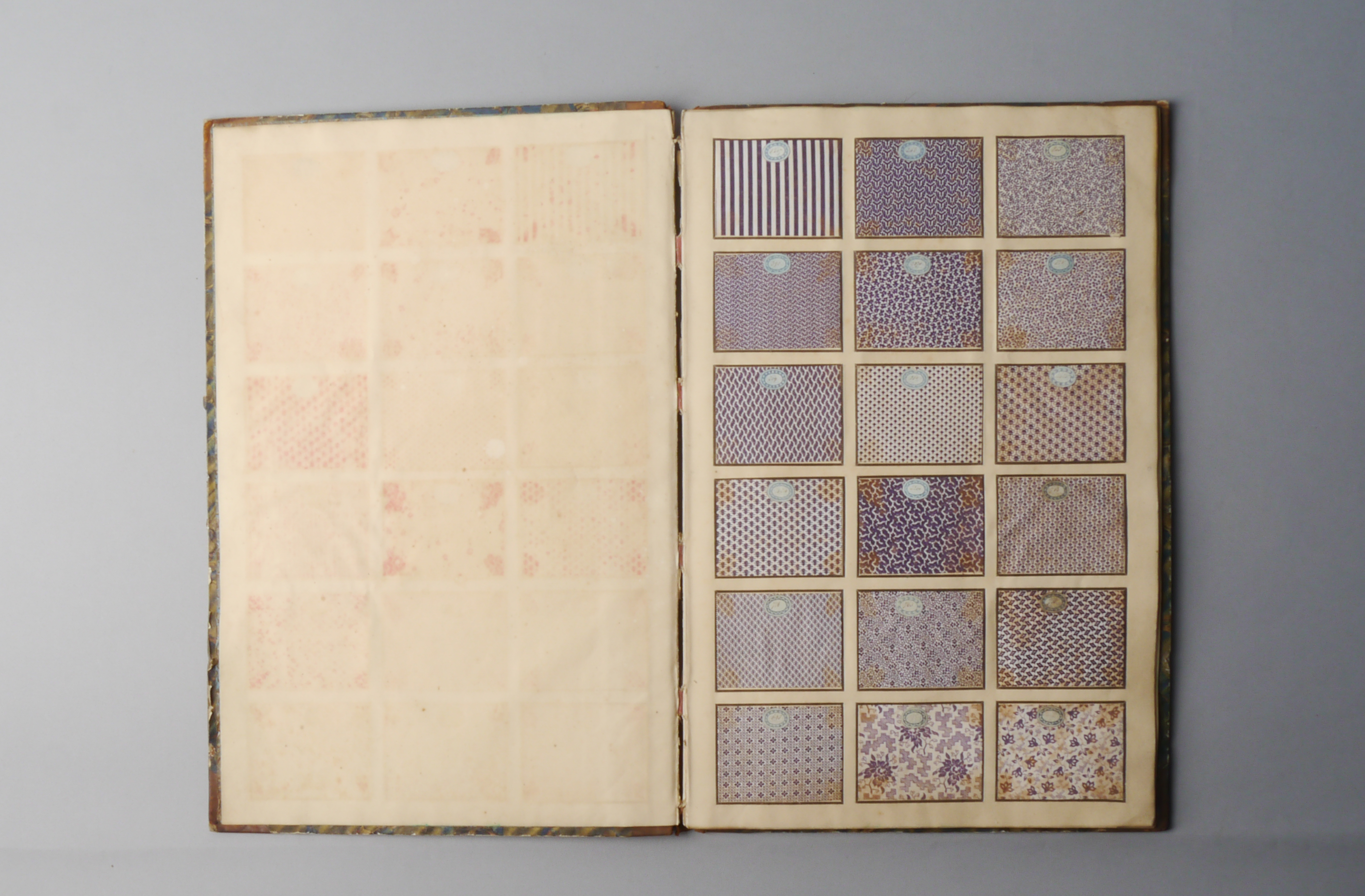
Staalboek met textielstalen van Voortman, 1838

## Persoonlijke leven

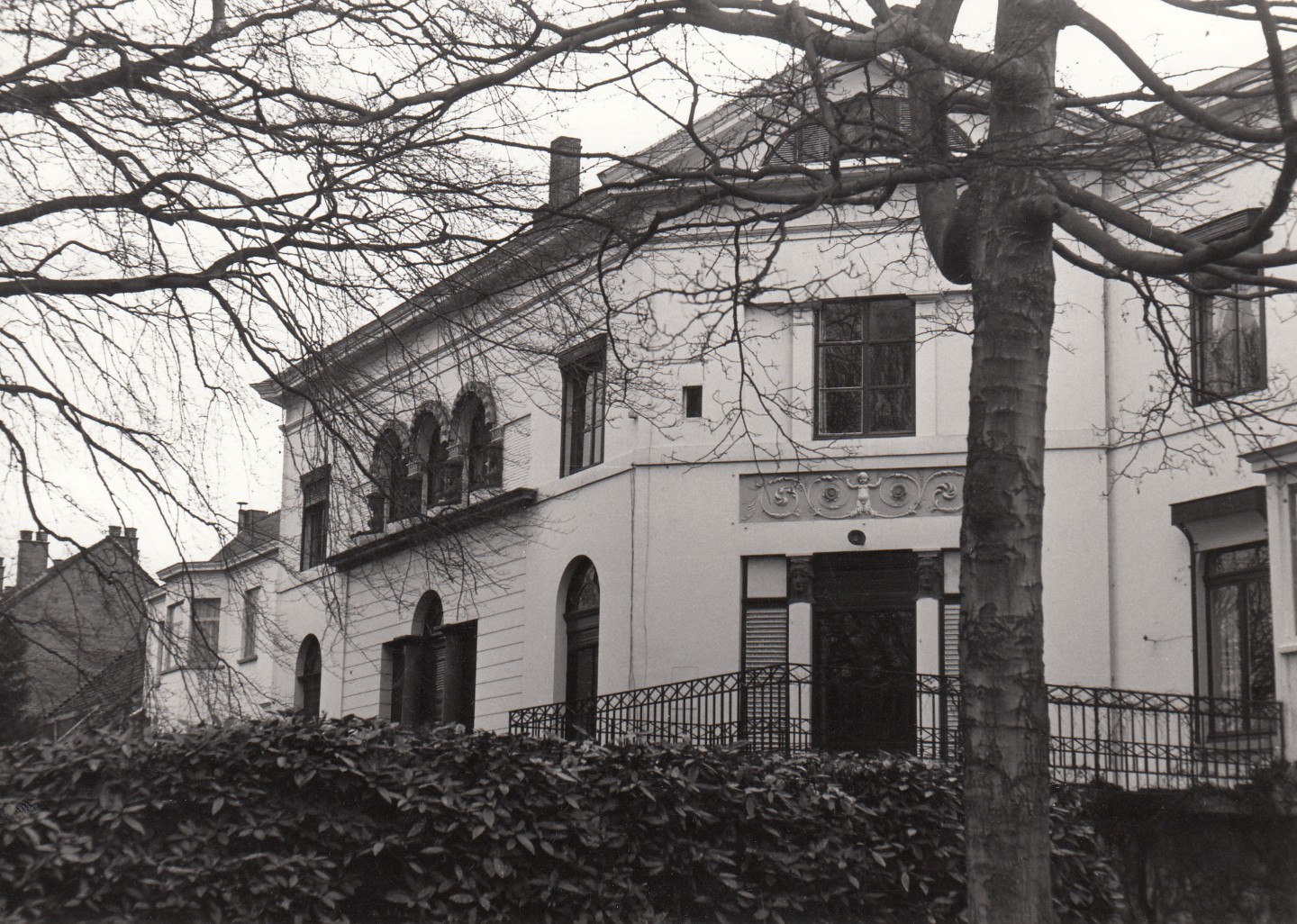
Villa Voortman

Maria genoot van een opleiding tot haar 18 jaar, aangevuld met privéles. Ze ging daarnaast niet naar de speciale vrouwenscholen waar snit en naad belangrijk was. Het lessenpakket bestond onder andere uit Latijn en wiskunde. Dit was uitzonderlijk voor die periode.
De Katoendrukkerij was gelegen aan de Vogelenzang 31. Abraham Voortman bouwde zijn directeurswoning, ontworpen door Jean Baptiste Pisson, naast zijn firma. Gezien Abraham stierf voor de start van de werken, diende Maria in 1816 de bouwvergunning in.